# Estado multiétnico
Um Estado multiétnico é uma denominação, ao menos histórica, utilizada para aqueles Estados que abarcam habitats ou regiões linguísticas ou culturais de vários povos ou etnias (nacionalidades). Um Estado multiétnico não é homogêneo desde o ponto de vista étnico a diferença de um Estado monoétnico ou estado nacional que esta principalmente constituído por um povo (nacionalidade).
O termo estado multiétnico utiliza-se normalmente como uma denominação ilustrativa, não como uma categoria analítica. Por isso, não há nem critérios claros sobre quando se pode falar de um Estado multiétnico, nem também não sobre as consequências teóricas que pudesse acarretar. Utiliza-se como epíteto frequentemente para casos como Império Austro-Húngaro, a União Soviética ou Jugoslávia.